# 三雲・井原遺跡
座標: 北緯33度32分18.8秒 東経130度14分42.6秒 / 北緯33.538556度 東経130.245167度

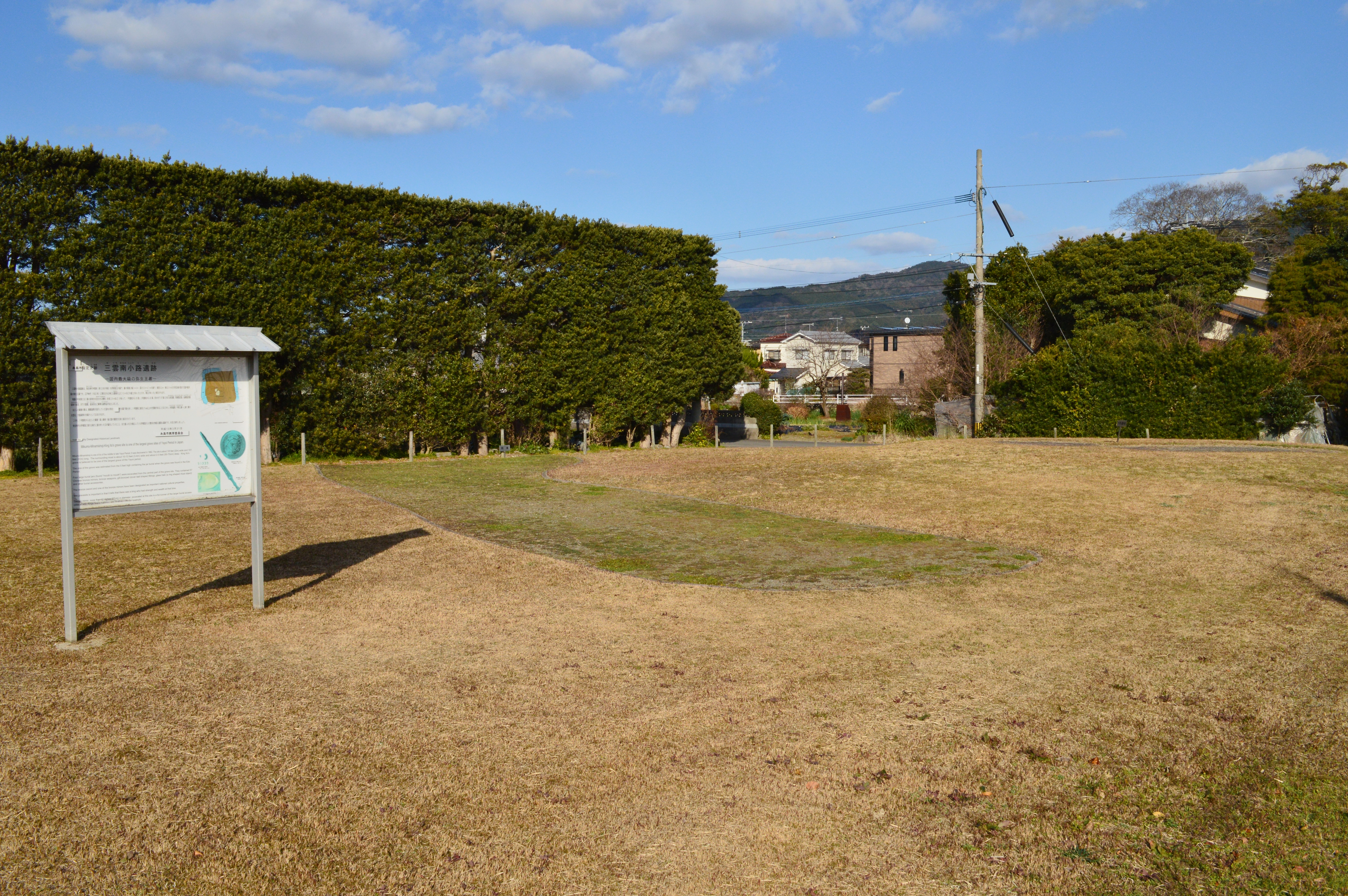
三雲・井原遺跡の一部をなす三雲南小路遺跡。

三雲・井原遺跡（みくも・いわらいせき）は、福岡県糸島市三雲および井原に位置する弥生時代の集落遺跡である。古代伊都国の中心地と目されており、2017年（平成29年）10月13日に国の史跡に指定された。

## 概要
遺跡は東を川原川、西を瑞梅寺川に挟まれた低位段丘上に位置している。
遺跡範囲は南北1500メートル×東西750メートル、居住域と墓域を合わせて約60ヘクタールの規模を持ち、伊都国の中心地と考えられる拠点集落で、以下の3地区に区分されている。
1. 南小路地区（三雲南小路遺跡）:伊都国王の墓（一辺30メートルの大型弥生墳丘墓）
2. 番上地区:対外交渉の中枢（大陸系遺物の出土地）
3. 加賀石地区:伊都国の初現地（弥生初期の墓域・弥生前期の集落と墓域）

遺跡の発見は、江戸時代まで遡る。福岡藩士青柳種信が著した『柳園古器略考』の「三雲古器図考」には、文政5年（1822年）に発見された銅鏡や青銅製武器類などの出土品を図示し、大きさ等の説明が行われた。それによると、甕棺の棺外から有柄中細形銅剣1点、中細形銅戈1点、朱入小壺1点が出土し、棺内には細形銅矛1点、中細形銅矛1点、前漢鏡35点以上、ガラス璧8点、ガラス勾玉3点、ガラス管玉60点が出土していたことになる。また、「同郡井原村所穿出古鏡図」には天明年間（1781-1788年）に三雲村と井原村の村境にあたる鑓溝で、水田の水口の掘削中に壺に納められた銅鏡が出土したとされる35片が図示され、19面が副葬されていたと復元されている。このほか、巴形銅器3点も出土した。現在、散逸してしまったが、現存する有柄中細形銅剣1点および前漢鏡1点は重要文化財に指定されている。
このように、前漢鏡および後漢鏡をはじめ多数の青銅器等が出土するという点で、弥生時代の重要な遺跡であると認識され、戦前から中山平次郎や原田大六らによる調査研究も行われた。
本格的な発掘調査は、1974年（昭和49年）度から始まる福岡県教育委員会による、三雲地区圃場整備事業に伴うもので盛土による保存を基本とし、やむをえず破壊される箇所のみ発掘調査を実施した。その後も、この遺跡の重要性に鑑み、1994年（平成6年）度から前原市（現糸島市）教育委員会は、遺跡の範囲と内容を確認する発掘調査を実施してきた。その結果、遺跡は南北1500ｍ、東西750ｍの約60haで、弥生時代前期から後期さらに古墳時代前期にまでおよぶことが明らかとなった。
遺跡としては、弥生時代早期に墓域と居住域が営まれ、中期後葉から後期後葉まで大規模に遺構と遺物が検出され、その後、古墳時代まで集落として存続した。
まず墓域については、弥生時代早期から前期前半にかけて、支石墓や甕棺墓が検出され、遺跡の北端部の加賀石地区で、弥生時代前期前半の9基の甕棺墓を確認している。
江戸時代に発見された甕棺墓については、その位置が特定され、新たに金銅四葉座飾8点を検出した。さらに、多くの副葬品を納めた2号甕棺を確認した。この甕棺も盗掘にあっていたが、前漢鏡22点、硬玉製勾玉1点、ガラス勾玉12点、ガラス璧を転用した垂飾1点が出土した。これら1号・2号甕棺ともに弥生時代中期後半で、副葬品としては突出した内容であり、さらに内法で30ｍを超える区画をもつことから、弥生時代中期の「王墓」と位置付けられている。
弥生時代後期では、江戸時代に発見された甕棺墓の位置は特定できていないが、ヤリミゾ地区で甕棺墓47基、木棺墓25基、土坑墓7基、箱式石棺墓4基、祭祀土坑51基を確認している。これらは弥生時代後期初頭に少数の甕棺墓が出現し、後期前葉から中葉がピークとなり、後期後葉には1-2基が独立的に列状に営まれるという変遷をたどり、終末期には箱式石棺となる。これらの墳墓からは、後漢鏡6点、ガラス小玉10000点以上、紫色微小玉や黄色小玉など珍しいガラス製品が副葬されていた。
続いて居住域については、加賀石地区で弥生時代前期前半の竪穴建物を検出し、最終的には古墳時代まで継続した。遺跡の東南部では弥生時代中期に3条の大溝が掘削され、集落と墓域を分ける機能を果たしていたと考えられるが、弥生時代終末期から古墳時代初頭にかけてすべて埋没した。
そのうち、遺跡中央部の番上地区では、弥生時代前期から後期まで継続的に竪穴建物が営まれることから、三雲・井原遺跡における中心地のひとつと考えられる。東西に長い88㎡の調査区で検出された土器溜りから弥生土器とともに27点の多量の楽浪系土器が出土した。また、長方形の板石を確認し、硯としての機能が想定されている。大陸系の土器が出土するのはこの地区に限られており、大陸との交流の場としての役割を果たしていたと考えられる。
このほか、中央西側では方形に巡る可能性のある大溝を確認した。断面は東西方向がV字形で、南北方向が逆台形である。現状で一辺50ｍの方形区画であったと推定されている。出土土器より、弥生時代中期末から後期後半ごろまで機能していたとみられ、区画内は未調査であるが、南小路地区の「王墓」と同じ台地上の先端部分に存在することから、居館の可能性がある。
居住域の出土遺物のうち、土器で注目されるのは外来系の土器で、列島内では吉備系・東海系は出土しているものの近畿系は認められない。半島系としては、楽浪系土器・三韓系土器があり、とくに前者の数が極めて多い。青銅器の鋳型も出土している。鉄器では、鉄斧、素環頭刀子、刀子、ヤリガンナ、鉄鑿、鉄製刺突具、U字形鋤鍬先、鋤鍬先、摘鎌、鉄鎌、石庖丁形鉄器などの農工具、鉄剣、鉄刀、鉄矛、鉄鏃などの武器など合計250点が出土している。また、国内で希少なファイアンス玉の出土も注目される。
このように、三雲・井原遺跡は北部九州地域を代表する拠点集落である。現在、中国の歴史書『魏志倭人伝』に記述のある「伊都国」の中心的集落という評価が与えられ、弥生時代を通して墓域と居住域が展開し、中期と後期においては「王墓」と呼ばれる墳墓の存在が知られている。出土遺物も豊富で、大陸と列島とのかかわりを知る遺物が多数出土するとともに、吉備系や東海系の土器も出土しており交流の拠点としての性格も有していたことが知られる。こうしたことは、弥生時代の政治、経済、文化の在り方を知る上で重要である。